# Зиз (река)
Зиз — река на юге Марокко и западе Алжира.
Исток реки расположен в горах Среднего Атласа, течёт на юг мимо городов Эр-Риш и Эр-Рашидия, затем пересекает оазис Тафилалет. Река сильно мелеет, после чего в неё впадает река Герис (Oued Ghéris). В нижнем течении называется Ад-Даура (Oued ad-Daoura), которая теряется в сахарских песках на территории Алжира.
Общая протяжённость реки составляет около 282 км. Питается за счёт таяния снегов в горах и дождей. Воды реки используются для орошения. На реке построено несколько плотин.